# Квіткоїдові
Квіткоїдові (Dicaeidae) — родина горобцеподібних птахів, що включає 48 видів, які трапляються переважно на Новій Гвінеї і на Філіппінах. Інша частина ареалу простягається від Індії через Китай до південної межі Австралазії. Живуть вони, як правило, невеликими групами на деревах або в кущах. Квіткоїдові є осілими птахами.

## Опис
Квіткоїдові — птахи малих розмірів з короткими лапми і хвостами. В оперенні неяскраве забарвлення, обидві статі майже не відрізняються. У деяких видів самці відрізняються яскравішим оперенням. На коротких дзьобах є виступи на кшталт маленьких зубів, допомагаючі птахам поїдати липкі фрукти. Їх язик згорнутий в трубочку, що полегшує добування нектару. Окрім нього, живляться ягодами і фруктами, не гидують також комахами і павуками. Віддають перевагу жовтим ягодам рослини Loranthus longiflorus і є важливим чинником поширення його насіння.

## Розмноження
Гнізда квіткоїдових мають круглу форму, підвішені до гілок дерев і вхід у них розташовується збоку. Як будівельний матеріал використовуються різні стеблинки, а також павутина. У кладці від двох до чотирьох яєць.

## Класифікація
Родина Dicaeidae включає 48 видів, що відносяться до двох родів:
- Рід Dicaeum, (42 види) — квіткоїд
- Рід Prionochilus, (6 видів) — красняк